# Dolné Strháre
Dolné Strháre jsou obec v okrese Veľký Krtíš v Banskobystrickém kraji na Slovensku. Leží na jižním úpatí Krupinské planiny přibližně 6 km severovýchodně od okresního města. Žije zde 198 obyvatel.
První písemná zmínka o obci pochází z roku 1244. V obci se nachází opevněný barokně klasicistní evangelický kostel z let 1754-1756 a kaple svaté Anny z roku 1873.